# Эддингс, Дэвид
Дэвид Эддингс (англ. David Carroll Eddings; 7 июля 1931[…], Спокан, Вашингтон — 2 июня 2009[…], Карсон-Сити) — американский писатель-фантаст в жанре фэнтези.

## Биография
Родился 7 июля 1931 года в Спокане, штат Вашингтон. Рос недалеко от Сиэтла. Окончил со степенью бакалавра Рид-колледж в 1954 году, получил степень магистра от Вашингтонского университета (Сиэтл) в 1961 году. Он написал роман для диссертации в Рид-колледж до призыва в армию США. Работал клерком в «Боинге», преподавал английский в колледже, служил в армии. В конце концов нашёл своё призвание в качестве писателя — первая проба пера — детективный роман «Жаркая погоня» (High Hunt, 1973). Позже, начиная с 1982, переквалифицировался в писателя фэнтезийных сериалов. На волне неспадающей популярности «сериальной» фэнтези, романы Эддингса нашли своих поклонников, так же, как и романы Раймонда Фэйста, Терри Брукса и Терри Гудкайнда. Всего выпустил 27 романов.
В 1962 женился на Джудит Ли Шалль (Judith Leigh Schall). Эддингс признал, что жена помогала ему при написании всех его книг, и с середины 1990-х Ли Эддингс (Leigh Eddings) значится соавтором. Она умерла в 2007 после нескольких инфарктов.
Сериал «Эления» был впервые опубликован на русском языке 1994—1995 годах издательством «Библиополис», «Маллореон» выходил в издательстве «Центрполиграф», а «Белгариад», и «Тамули» выходили в издательстве «Азбука».
2 июня 2009 года писатель скончался в своём доме в Карсон-Сити (штат Невада).

### Хроники Элении
1. Алмазный трон /The Diamond Throne/ (1989)
2. Рубиновый рыцарь /The Ruby Knight/ (1990)
3. Сапфирная роза /The Sapphire Rose/ (1991)

### Тамули
1. Огненные купола /Domes of Fire/ (1992)
2. Сияющая цитадель /The Shining Ones/ (1993)
3. Потаенный город /The Hidden City/ (1994)

### Летописи Белгариада(Белгариад)
1. Обретение чуда (Рука судьбы) /Pawn of Prophecy/ (1982)
2. Владычица магии /Queen of Sorcery/ (1982)
3. В поисках камня (Волшебный гамбит) /Magician's Gambit/ (1983)
4. Обитель чародеев /Castle of Wizardry/ (1984)
5. Последняя игра /Enchanters' End Game/ (1984)

### Маллореон
1. Часовые Запада /Guardians of the West/ (1987)
2. Властелин мургов /King of the Murgos/ (1988)
3. Повелитель демонов из Каранды /Demon Lord of Karanda/ (1988)
4. Колдунья из Даршивы /Sorceress of Darshiva/ (1989)
5. Келльская пророчица /The Seeress of Kell/ (1991)

### В той же вселенной (не выходили на русском)
1. Белгарат Волшебник /Belgarath the Sorcerer/(1995)
2. Полгара Волшебница /Polgara the Sorceress/ (1997)
3. Ривский (Риванский) кодекс /The Rivan Codex/ (1998)

### Мечтатели (не выходили на русском) — в соавторстве с Ли Эддингс
1. Старшие боги /The Elder Gods/ (2003)
2. Сокровенная цитадель /The Treasured One/ (2004)
3. Хрустальное ущелье /Crystal Gorge/ (2005)
4. Младшие боги /The Younger Gods/ (2006)

### Вне циклов
1. Вор и Книга Демона /the Redemption of Althalus/ (2000) — в соавторстве с Ли Эддингс

### Прочие произведения (не выходили на русском)
1. Высокая охота /High Hunt/ (1973)
2. Неудачники /The Losers/ (1992)
3. Песня Регины /Regina's Song/ (2000) — в соавторстве с Ли Эддингс